# Дрянковец
Дрянковец (болг. Дрянковец) — село в Бургасской области Болгарии. Входит в состав общины Айтос. Находится примерно в 9 км к востоку от центра города Айтос и примерно в 22 км к северо-западу от центра города Бургас. По данным переписи населения 2011 года, в селе  проживало 158 человек.

## Население
| Год     | 1934 | 1946 | 1956 | 1965 | 1975 | 1985 | 1992 | 2001 | 2011 |
| ------- | ---- | ---- | ---- | ---- | ---- | ---- | ---- | ---- | ---- |
| Жителей | 1006 | 886  | 441  | 337  | 253  | 252  | 220  | 153  | 158  |

| Национальность | Человек | Процент |
| -------------- | ------- | ------- |
| болгары        | 35      | 22,44%  |
| турки          | 120     | 76,92%  |
| Всего ответов  | 156     |         |

|  |